# August von Berlepsch

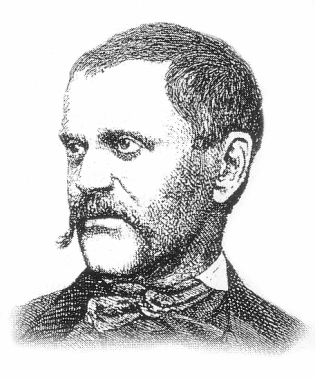
August von Berlepsch

August von Berlepsch (ur. 28 czerwca 1815 w Seebach, zm. 17 września 1877 w Monachium) – niemiecki pszczelarz.
Miał tytuł barona. Ukończył fakultety prawa, filozofii i teologii na uniwersytecie w Monachium. Prowadził doświadczenia z różnymi systemami uli, zapoznał się z pszczelarstwem innych krajów i anonimowo odwiedził Jana Dzierżona. W 1852 skonstruował pierwszy w Europie ul ramowy.
Kiedy w 1845 Jan Dzierżon ogłosił teorię partenogenezy, Berlepsch, podobnie jak wielu innych pszczelarzy, odniósł się do niej sceptycznie i długo z nim polemizował. Przekonawszy się o słuszności tej teorii, od 1853 stał się jej gorącym zwolennikiem. Swymi artykułami o Janie Dzierżonie, ogłaszanymi w „Bienenzeitung”, przyczynił się do upowszechnienia teorii i metod dzierżoniowskich.
W 1858 swoje prawa do majątku przekazał bratu i odtąd zajął się wyłącznie pszczelarstwem. Swoje liczne doświadczenia i obserwacje opublikował w książce pt. Die Biene und ihre Zucht mit beweglichen Waben in Gegenden ohne Spätsommertracht, Quedlinburg 1869. Zyskała ona ogromną popularność. Miała kilka wydań i została przetłumaczona na wiele języków.